# Masters of Formula 3 2012
De RTL GP Masters of Formula 3 2012 is de tweeëntwintigste editie van de Masters of Formula 3. De race, waarin Formule 3-teams uit verschillende Europese kampioenschappen tegen elkaar uitkomen, werd verreden op 15 juli 2012 op het Circuit Park Zandvoort. 
De race werd gewonnen door de Spanjaard Daniel Juncadella. Zijn Italiaanse Prema Powerteam-teamgenoot Raffaele Marciello werd tweede, terwijl de Nederlander Hannes van Asseldonk voor Fortec Motorsports als derde eindigde.

## Inschrijvingen
| Team               | No | Coureur              | Motor      | Kampioenschap                       |
| ------------------ | -- | -------------------- | ---------- | ----------------------------------- |
| Mücke Motorsport   | 1  | Felix Rosenqvist     | Mercedes   | Europees Formule 3                  |
| Mücke Motorsport   | 2  | Pascal Wehrlein      | Mercedes   | Europees Formule 3                  |
| Carlin             | 3  | Dennis van de Laar   | Volkswagen | Duitse Formule 3                    |
| Carlin             | 4  | Carlos Sainz jr.     | Volkswagen | Europees Formule 3/Britse Formule 3 |
| Carlin             | 5  | William Buller       | Volkswagen | Europees Formule 3/GP3 Series       |
| Prema Powerteam    | 7  | Raffaele Marciello   | Mercedes   | Europees Formule 3                  |
| Prema Powerteam    | 8  | Daniel Juncadella    | Mercedes   | Europees Formule 3                  |
| Prema Powerteam    | 9  | Michael Lewis        | Mercedes   | Europees Formule 3                  |
| Prema Powerteam    | 10 | Sven Müller          | Mercedes   | Europees Formule 3                  |
| Fortec Motorsport  | 11 | Félix Serrallés      | Mercedes   | Britse Formule 3                    |
| Fortec Motorsport  | 12 | Alex Lynn            | Mercedes   | Britse Formule 3                    |
| Fortec Motorsport  | 14 | Hannes van Asseldonk | Mercedes   | Britse Formule 3                    |
| Fortec Motorsport  | 15 | Pipo Derani          | Mercedes   | Britse Formule 3                    |
| Double R Racing    | 16 | Conor Daly           | Mercedes   | GP3 Series                          |
| Double R Racing    | 17 | Geoff Uhrhane        | Mercedes   | Britse Formule 3                    |
| Jo Zeller Racing   | 18 | Andrea Roda          | Mercedes   | Europees Formule 3                  |
| Jo Zeller Racing   | 19 | Sandro Zeller        | Mercedes   | Europees Formule 3                  |
| Angola Racing Team | 19 | Luís Sá Silva        | Mercedes   | Europees Formule 3                  |
| T-Sport            | 32 | Spike Goddard        | Honda      | Britse Formule 3                    |
| T-Sport            | 33 | Josh Webster         | Honda      | Formule Renault BARC                |

## Kwalificatie
| Positie | Nr. | Rijder               | Team               | Q1       | Q2       |
| ------- | --- | -------------------- | ------------------ | -------- | -------- |
| 1       | 8   | Daniel Juncadella    | Prema Powerteam    | 1:45.127 | 1:31.783 |
| 2       | 4   | Carlos Sainz jr.     | Carlin             | 1:45.269 | 1:32.312 |
| 3       | 7   | Raffaele Marciello   | Prema Powerteam    | 1:46.132 | 1:32.433 |
| 4       | 14  | Hannes van Asseldonk | Fortec Motorsport  | 1:46.044 | 1:32.533 |
| 5       | 1   | Felix Rosenqvist     | Mücke Motorsport   | 1:46.027 | 1:32.555 |
| 6       | 2   | Pascal Wehrlein      | Mücke Motorsport   | 1:46.051 | 1:32.629 |
| 7       | 5   | William Buller       | Carlin             | 1:45.794 | 1:32.698 |
| 8       | 10  | Sven Müller          | Prema Powerteam    | 1:46.917 | 1:32.768 |
| 9       | 9   | Michael Lewis        | Prema Powerteam    | 1:46.417 | 1:32.779 |
| 10      | 12  | Alex Lynn            | Fortec Motorsport  | 1:45.569 | 1:32.782 |
| 11      | 15  | Pipo Derani          | Fortec Motorsport  | 1:46.478 | 1:32.878 |
| 12      | 11  | Félix Serrallés      | Fortec Motorsport  | 1:47.020 | 1:32.915 |
| 13      | 3   | Dennis van de Laar   | Carlin             | 1:46.541 | 1:33.087 |
| 14      | 16  | Conor Daly           | Double R Racing    | 1:46.940 | 1:33.963 |
| 15      | 17  | Geoff Uhrhane        | Double R Racing    | 1:47.185 | 1:34.026 |
| 16      | 18  | Andrea Roda          | Jo Zeller Racing   | 1:49.195 | 1:34.103 |
| 17      | 30  | Sandro Zeller        | Jo Zeller Racing   | 1:49.432 | 1:34.125 |
| 18      | 19  | Luís Sá Silva        | Angola Racing Team | 1:48.709 | 1:34.366 |
| 19      | 32  | Spike Goddard        | T-Sport            | 1:50.841 | 1:35.562 |
| 20      | 33  | Josh Webster         | T-Sport            | 1:48.234 | 1:36.550 |

## Race
| Positie | Nr. | Rijder               | Team               | Ronden | Tijd/Verschil | Grid |
| ------- | --- | -------------------- | ------------------ | ------ | ------------- | ---- |
| 1       | 8   | Daniel Juncadella    | Prema Powerteam    | 25     | 39:28.565     | 1    |
| 2       | 7   | Raffaele Marciello   | Prema Powerteam    | 25     | +7.594        | 3    |
| 3       | 14  | Hannes van Asseldonk | Fortec Motorsport  | 25     | +17.394       | 4    |
| 4       | 4   | Carlos Sainz jr.     | Carlin             | 25     | +18.473       | 2    |
| 5       | 2   | Pascal Wehrlein      | Mücke Motorsport   | 25     | +22.008       | 6    |
| 6       | 5   | William Buller       | Carlin             | 25     | +27.611       | 7    |
| 7       | 12  | Alex Lynn            | Fortec Motorsport  | 25     | +29.450       | 10   |
| 8       | 9   | Michael Lewis        | Prema Powerteam    | 25     | +29.975       | 9    |
| 9       | 1   | Felix Rosenqvist     | Fortec Motorsport  | 25     | +31.793       | 5    |
| 10      | 10  | Sven Müller          | Prema Powerteam    | 25     | +32.613       | 8    |
| 11      | 15  | Pipo Derani          | Fortec Motorsport  | 25     | +34.110       | 11   |
| 12      | 17  | Geoff Uhrhane        | Double R Racing    | 25     | +41.954       | 15   |
| 13      | 3   | Dennis van de Laar   | Carlin             | 25     | +48.363       | 13   |
| 14      | 18  | Andrea Roda          | Jo Zeller Racing   | 25     | +50.978       | 16   |
| 15      | 16  | Conor Daly           | Double R Racing    | 25     | +56.787       | 14   |
| 16      | 33  | Josh Webster         | T-Sport            | 25     | +1:27.234     | 20   |
| 17      | 32  | Spike Goddard        | T-Sport            | 24     | +1 ronde      | 19   |
| 18      | 19  | Luís Sá Silva        | Angola Racing Team | 21     | +4 ronden     | 18   |
| DNF     | 30  | Sandro Zeller        | Jo Zeller Racing   | 16     | Uitgevallen   | 17   |
| DNF     | 11  | Félix Serrallés      | Fortec Motorsport  | 0      | Uitgevallen   | 12   |

1991 · 1992 · 1993 · 1994 · 1995 · 1996 · 1997 · 1998 · 1999 · 2000 · 2001 · 2002 · 2003 · 2004 · 2005 · 2006 · 2007 · 2008 · 2009 · 2010 · 2011 · 2012 · 2013 · 2014 · 2015 · 2016
Lijst van coureurs